# Bistum Belfort-Montbéliard
Das in Frankreich gelegene Bistum Belfort-Montbéliard (lateinisch Dioecesis Belfortiensis-Montis Beligardi, französisch Diocèse de Belfort-Montbéliard) wurde am 3. November 1979 aus Gebieten des Erzbistums Besançon begründet, dem es als Suffraganbistum unterstellt wurde. Es umfasst das Territoire de Belfort sowie kleine Gebiete der Departements Doubs und Haute Saône. Der Bischofssitz ist in Belfort.

## Bischöfe
- Eugène Lecrosnier (1979–2000)
- Claude Schockert (2000–2015)
- Dominique Blanchet (2015–2021, dann Bischof von Créteil)
- Denis Jachiet (seit 2021)

## Weblinks

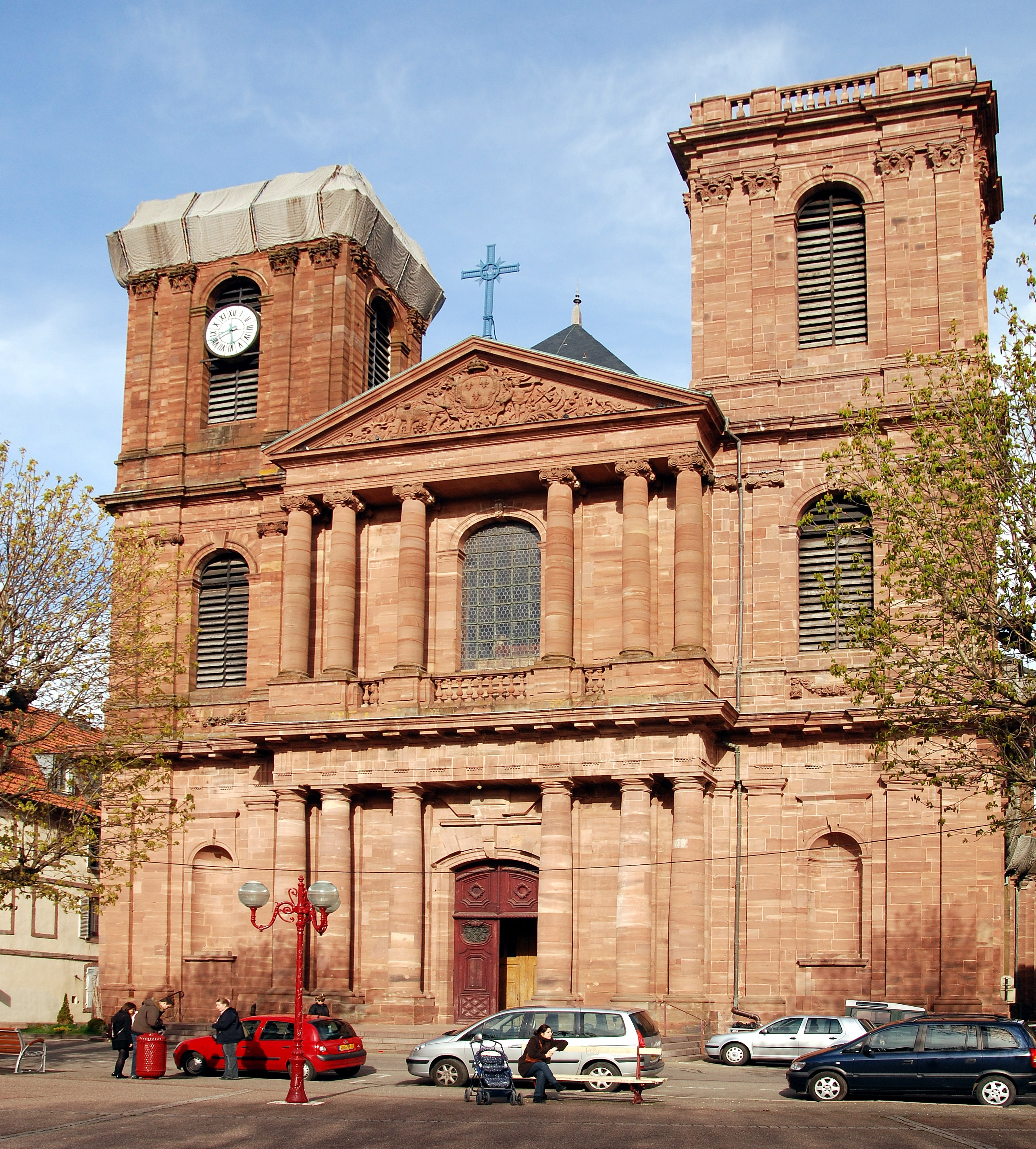
Kathedrale St-Christophe in Belfort